# 武智铁二
武智铁二（日语：武智 鉄二/たけち てつじ，1912年12月10日—1988年7月26日），原名川口铁二，是日本的电影导演。

## 生平
1912年，出生于大阪。
1944年，创立剧团。
1963年，从事导演电影《日本之夜女·女·女物语》。
1964年，导演情色电影《白日梦》，被日本政府视为国家丑闻。
1981年，翻拍情色电影《白日梦》。
1988年，因胰腺癌病逝。

## 导演作品
- 《母》（1963年）
- 《暗杀》（1964年）
- 《黑雪》（1965年）
- 《源氏物语》（1966年）
- 《赞歌》（1972年）
- 《高野圣》（1983年）
- 《花魁》（1983年）